# Стърмец при Орможу
Стърмец при Орможу (на словенски: Strmec pri Ormožu) е село в Словения, Подравски регион, община Ормож. Според Националната статистическа служба на Република Словения през 2015 г. селото има 66 жители.